# 內布拉斯加 (電影)
《內布拉斯加》（英語：Nebraska）是一部2013年阿历山大·佩恩执导的美国黑白剧情片，Bob Nelson编剧，布鲁斯·邓恩、威爾·福爾特和瓊·史桂布主演。讲述一对父子艰苦跋涉从蒙大纳州的比靈斯到內布拉斯加州的林肯市，以领取百万美元巨奖，一路上他们遇到了朋友、亲戚等各色人物。影片入围第66屆坎城影展主竞赛单元，布鲁斯·邓恩获得最佳男演员奖。美国于2013年11月15日上映。获得奥斯卡最佳影片、导演、原创剧本等六项提名。

## 剧情
老人伍迪（Woody，布鲁斯·邓恩飾）收到一份广告，上面写有他中了一百万美元大奖，对此他深信不疑，决心从蒙大拿州老家到内布拉斯加州的林肯市去领奖。然而其妻凯特（Katie，瓊·史桂布 飾）和儿子大衛（David，威爾·福爾特 飾）告知这只是商家骗人的广告，并多次劝阻未果，最终儿子大衛开车载着老爸去领奖。
在路上他们经过了伍迪的老家，看望了伍迪的哥哥雷（Ray）一家，在此居住的短暂几天里，整个小镇都知道了伍迪中百万大奖的消息，伍迪于是成为镇上的名人。另一方面，其老同事艾德（ Ed Pegram）和一些亲戚也找理由想从伍迪手中获得一些钱财，在此地大衛也从一些人口中了解到了父亲的一些过往经历。在一个晚上，雷的两个儿子科尔和巴特抢走了伍迪的广告，两人意识到得手的只是一张废纸后将之丢弃，之后伍迪受到了不少人的嘲讽并深受打击。找回那张广告后，伍迪依然渴望去领奖，为了实现老爸的愿望，大衛最后终于陪父亲到达林肯市的领奖地。工作人员将广告上的号码输入后，告知没有中奖，并赠送了伍迪一个帽子当作小礼物，从工作人员口中，大衛了解到有相当一些老人与伍迪有着相似的经历。
最后大衛将自己的车卖掉，更换了一辆伍迪渴望已久的卡车，并为父亲购买了一个压缩机，归途再次路過舊居小镇，大衛讓伍迪驾駛，好給亲友看見他的新車。

## 角色
- 布鲁斯·邓恩 飾演 伍迪·葛蘭特（Woody Grant），坚信自己中大奖的老人，希望发财后能买辆新货车并为两个儿子留些钱
- 威爾·福爾特 飾演 大衛·葛蘭特（David Grant），伍迪的儿子
- 瓊·史桂布 飾演 凱特·葛蘭特（Katie Grant），伍迪之妻，反对头脑不清醒的老公去领奖
- 史戴西·奇屈 飾演 艾德·皮格蘭（ Ed Pegram），伍迪以前在修车行的同事
- 巴布·奧登科克(Bob Odenkirk) 飾演 羅斯·葛蘭特（ Ross Grant），伍迪的大儿子
- Rance Howard 飾演 雷（ Ray），伍迪的哥哥
- Devin Ratray 飾演 柯爾（Cole），雷的儿子
- Tim Driscoll 飾演  巴特（Bart），雷的儿子
- Mary Louise Wilson 飾演 瑪莎（ Aunt Martha），雷的妻子[6][7]
- Angela McEwan 飾演 佩格·班德 Pegy Nagy，伍迪年轻时的女友
- John Reynolds - Bernie Bowen

## 制作
电影以黑白的影象风格拍摄，以呈现出“形象的、原型的外貌”，它加强了故事的朴实感，也真实地显示出美国中西部平原的空旷辽阔。
2012年11月在內布拉斯加州开拍，经过35天的拍摄后，于同年12月关机。

## 评价
媒体综评84分，《今日美国》、《华尔街日报》、《国民电影》三家媒体出具满分。烂番茄新鲜度90%，获得广泛赞誉。
美媒代表性评价：“佩恩无可挑剔的方向感和纳尔逊先生才华横溢的剧本共同打造了这部现代版《奥德赛》，一场父子之间轻松愉快的战斗”，“充满了刁难、幽默、贪婪和风情的影片”，“这是一部成熟的影片，它让我们从不同的角度去关注片中的人物和故事”，“布鲁斯·邓恩毫无疑问的演艺巅峰，他在片中能够随性地阳光灿烂、细致地观察或是挖苦搞笑。丰满的性格、言谈举止和表情，让这部影片彻底变成了他的舞台”，“一位伟大的性格演员总会在作品中留下自己的印记，而这部影片就是这样的“影史印记””。

## 奖项
第71届金球奖
- 提名—音乐/喜剧类最佳影片
- 提名—最佳导演：阿历山大·佩恩
- 提名—最佳剧本：阿历山大·佩恩
- 提名—音乐/喜剧类最佳男主角：布鲁斯·邓恩
- 提名—最佳女配角：瓊·史桂布

第20屆美國演員工會獎
- 提名—最佳男主角：布鲁斯·邓恩
- 提名—最佳女配角：瓊·史桂布

第66届美国编剧工会奖
- 提名—最佳原创剧本：Bob Nelson

第86届奥斯卡金像奖
- 提名—最佳影片
- 提名—最佳导演
- 提名—最佳原创剧本：Bob Nelson
- 提名—最佳男主角：布鲁斯·邓恩
- 提名—最佳女配角：瓊·史桂布
- 提名—最佳摄影：Phedon Papamichael

第85屆國家評論協會獎
- 十大電影
- 最佳男主角:布鲁斯·邓恩
- 最佳男配角:Will Forte

第18屆衛星獎
- 獲獎—最佳女配角：瓊·史桂布